# Léon Damas
Léon-Gontran Damas (n. 28 martie 1912 - d. 22 ianuarie 1978) a fost un poet și om politic din Guyana Franceză.
Alături de Aimé Césaire și Léopold Sédar Senghor, a fost fondator al curentului Négritude (Negritudine). 
Lirica sa, în care se regăsesc renașterea americană, indigenismul haitian și negrismul cubanez, tratează teme ca: revolta împotriva colonialismului și a rasismului, militantismul politico-social și suferințele strămoșilor sclavi.

## Opera

### Poezie
- 1937: Pigmenți ("Pigments");
- 1947: Antologie a poeților negri de peste mări ("Anthologie des poètes nègres d'Outre-Mer");
- 1952: Graffiti;
- 1956: Inscripție neagră ("Black-Label");
- 1958: Nevralgii ("Névralgies").

### Eseuri
- 1938: Întoarcerea din Guyana ("Retour de Guyane").

### Povestiri
- 1943: Șezători negre ("Veillées noires");
- 1947: Poeți de limbă franceză ("Poètes d’expression française");
- 1948: Poeme negre pe melodii africane ("Poèmes nègres sur des airs Africains").